# Hautasaari (ö i Suvasvesi)
Hautasaari är en ö i Finland.  Ordet hautasaari hänvisar att ön har varit begravningsplats. Ön ligger i sjön Suvasvesi och i kommunen Leppävirta i den ekonomiska regionen  Varkaus ekonomiska region  och landskapet Norra Savolax, i den centrala delen av landet, 300 km nordost om huvudstaden Helsingfors. Öns area är 3,5 hektar och dess största längd är 320 meter i sydöst-nordvästlig riktning.